# Sankta Elisabets kyrka
Sankta Elisabets kyrka (estniska: Eliisabeti kirik) är en luthersk kyrka i staden Pärnu i sydvästra Estland. 
1741 gav den ryska kejsarinnan (tsarinnan) Elisabeth Petrovna 8 000 rubel till byggandet av en ny kyrka i Pärnu. Konstruktionen påbörjades 1744 och byggnaden stod färdig 1747, under ledning av den tyska arkitekten Güterbock från Riga. Spiran stod färdig 1750. 
1893 förlängdes barockbyggnaden med ett tvärskepp, designat av en annan arkitekt från Riga, Hauserman. Altartavlan, som skildrar uppståndelsen, kommer från Nederländerna (Rotterdam, 1854). Orgeln dateras tillbaka till 1929. År 1995 gjordes en utvidgning som utökade församlingen, designad av den estniska arkitekten Ra Luhse.